# Mertert
Mertert (luxemburguès Mäertert) és una comuna i vila a l'est de Luxemburg, que forma part del cantó de Grevenmacher. Fou creat el 1796 de la fusió de Wasserbillig i Mertert.

## Població
| Nacionalitat   | Població | %      |
| -------------- | -------- | ------ |
| luxemburguesos | 2.350    | 71,49% |
| Forasters      | 937      | 28,51% |
| - portuguesos  | 399      | 12,14% |
| - francesos    | 69       | 2,10%  |
| - italians     | 51       | 1,55%  |
| - belgues      | 25       | 0,76%  |
| - alemanys     | 232      | 7,06%  |
| - iugoslaus    | 58       | 1,76%  |
| - altres       | 103      | 3,13%  |

## Evolució demogràfica
| Any        | Població |
| ---------- | -------- |
| 15/02/2001 | 3.287    |
| 01/01/2002 | 3.324    |
| 01/01/2003 | 3.328    |
| 01/01/2004 | 3.354    |
| 01/01/2005 | 3.365    |